# Rennemoulin
Rennemoulin település Franciaországban, Yvelines megyében. Lakosainak száma 107 fő (2022. január 1.). Rennemoulin Fontenay-le-Fleury, Noisy-le-Roi és Villepreux községekkel határos.

## Népesség
A település népessége az elmúlt években az alábbi módon változott:
| Lakosok száma | 113  | 112  | 107  | 109  | 110  | 112  | 110  | 107  |
|               | 2013 | 2015 | 2017 | 2018 | 2019 | 2020 | 2021 | 2022 |